# Adama Coulibaly (basket-ball)
Pour les articles homonymes, voir Adama Coulibaly et Coulibaly.
Adama Coulibaly, née le 25 janvier 1998 à Bamako, est une joueuse malienne de basket-ball évoluant au poste d'ailier fort.

## Carrière
Elle a évolué en club au Djoliba AC. 
Elle remporte le Championnat d'Afrique féminin de basket-ball des 16 ans et moins en 2013 et le Championnat d'Afrique féminin de basket-ball des 18 ans et moins en 2016.
Elle fait partie du groupe malien sélectionné pour participer au Championnat d'Afrique 2019, terminant à la troisième place.
Elle termine ensuite troisième du Championnat d'Afrique 2023.